# Ibo (eiland)
Ibo is een van de Quirimbas-eilanden in de Indische Oceaan in het noordelijke deel van Mozambique (provincie Cabo Delgado). Deze eilanden behoren tot het Nationaal Park Quirimbas. Verder uit de kust liggen Mayotte en de Comoren.
Ibo is zo'n negen vierkante kilometer groot. In het westen ligt het dorpje Vila do Ibo, wat ook wel Stone Town wordt genoemd. Hier wonen zo'n 3.000 mensen. Het eiland leeft van het toerisme, de visvangst en van de handel in zelf gesmede zilver. Een bijzondere gewoonte is dat de kinderen en de vrouwelijke bewoners hun gezicht insmeren met witte zalf waardoor ze witte maskers dragen.
Het eiland is per boot bereikbaar maar er is ook een klein vliegveld te vinden.

## Geschiedenis
Zo rond het jaar 600 vestigden zich Arabische slavenhandelaren op het eiland waardoor het onderdeel werd van de Swahilikust. Veel later werd het van belang voor de Portugezen. In 1502 zou Vasco da Gama er gepasseerd zijn. Ibo werd na Ilha de Moçambique de belangrijkste Portugese handelsplaats aan de Afrikaanse oostkust, voor de handel in ivoor en slaven. Vooral doordat op de plantages in de Franse koloniën Réunion en Mauritius de vraag naar slaven toenam. In de hoogtijdagen van Ibo leefden er niet alleen Portugezen maar ook Chinezen en Indiërs, afkomstig van Macau en Goa op het eiland. De Chinese graven zijn er nog steeds te vinden.

## Forten
Omdat Ibo nogal eens werd aangevallen door de Nederlanders en piraten werden vanaf 1609 versterkingen aangebracht. De Portugezen hebben op het eiland drie forten aangelegd. Het grootste, São João Batista, stamt uit 1791. De andere forten zijn Santo António en São José. Tegenwoordig wordt São João Batista gebruikt door de zilversmeden.
- Nationale Bibliotheek van Israël: 987007482468905171
- Virtual International Authority File: 130461482